# الفصول الأربعة (فلم)
الفصول الأربعة هو فيلم أنمي من مسلسل قصص عالمية إنتاج شركة تيو أنيميشن وقد صدر 16 مارس 1980. تمت دبلجة الفلم للعربية 

## القصة
ترسل الفتاة المسكينة آنا من قبل زوجة ابيها إلى الغابة لإحضار ازهار النرجس البري التي تزهر فقط في فصل الربيع في منتصف الشتاء القارص طمعا بهدية الملكة الثمينة!!
في الليل العاصف تجد «آنا» اثني عشر رجلا يجلسون في بقعة مستديرة حول النار الدافئة الذي يتضح انهم ارواح أشهر السنة , فيقرروا مساعدتها على انجاز مهمتها المستحيلة. و بطريقة سحرية يقوم الأشهر بالتسلسل بتغير جو الغابة من شتاء إلى ربيع.

## الشخصيات
آنا
قالب:أفلام أنمي (قصص عالمية)

## روابط خارجية
- مقالات تستعمل روابط فنية بلا صلة مع ويكي بيانات